# Mikael Seppälä
Mikael Seppälä (* 8. března 1994, Ylivieska) je finský lední hokejista, obránce. Od roku 2023 hraje za klub HV71, který působí ve švédské nejvyšší soutěži. Předtím strávil celou kariéru ve finských soutěžích, tu nejvyšší hrál za KalPa a Tapparu. S Tapparou se stal dvakrát mistrem Finska (2022, 2023) a vyhrál s ní Hokejovou ligu mistrů 2022/23. S KalPa vyhrál Spenglerův pohár 2019. S finskou reprezentací se stal mistrem světa v roce 2022 a získal stříbrnou medaili na světovém šampionátu roku 2021. Hrál i na MS 2023 (7. místo).